# Джараке
Джараке (кирг. Жараке) — село в Базар-Коргонском районе Джалал-Абадской области Кыргызстана. Входит в состав Акманского айылного аймака.

## География
Село расположено в юго-восточной части области, на расстоянии приблизительно 5 километров (по прямой) к востоко-юго-востоку от города Базар-Коргон, административного центра района.

## Население
Согласно оценочным данным Национального статистического комитета Кыргызской Республики, численность населения села на начало 2023 года составляла 3575 человек.
| год     | 2009 | 2014 | 2015 | 2020 | 2021 | 2023 |
| ------- | ---- | ---- | ---- | ---- | ---- | ---- |
| человек | 2271 | 2618 | 2699 | 3167 | 3172 | 3575 |